# Sacra conversazione Cambi
La Sacra conversazione Cambi è un dipinto a olio su tavola (234x227,5 cm) di Fra Bartolomeo, databile al 1509 circa e conservato nella chiesa di San Marco a Firenze.

## Storia
Vasari riferì l'opera a dopo la Pala Pitti (1512), un tempo nella stessa chiesa, mentre la menzione del dipinto nella guida dell'Albertini del 1509 rende assai probabile una cronologia a quegli anni, subito dopo il rientro dal viaggio a Venezia. Incerta è la partecipazione o meno di Mariotto Albertinelli alla stesura.

## Descrizione e stile
Il dipinto prende il nome dall'altare Cambi su cui si trova. Mostra una sacra conversazione con la Madonna col Bambino su un alto trono al di sotto di un baldacchino scostato da angeli in volo fortemente scorciati, una citazione della Madonna del Baldacchino di Raffaello, lasciata incompiuta nal 1508. Rispetto al modello però in quest'opera Fra Bartolomeo dimostra di non aver ancora compreso le tematiche spaziali del Sanzio, affiancando i santi al trono senza scalare molto in profondità. Derivano dall'esempio di Michelangelo invece le ampie e brillanti campiture di colore e i pesanti panneggi, dall'aspetto scultoreo.